# Премія імені Михайла Сікорського
Премія імені Героя України Михайла Сікорського — щорічна загальноукраїнська краєзнавча премія Національної спілки краєзнавців України, яку присуджують з 2013 року діячам культури, освіти та науки за вагомий внесок у дослідження і збереження культурної спадщини України та розвиток музейної справи.
Рішення про присудження Премії затверджує Президія НСКУ. Вручення премії здійснюється в жовтні, що приурочено до дня народження М. І. Сікорського (13 жовтня 1923 р.), у межах Всеукраїнського історико-культурологічного форуму «Сікорські читання» в Університеті Григорія Сковороди в Переяславі.

## Лауреати

### 2013 рік[1]
- Сікорська Валентина Іванівна — ветеран краєзнавчого руху на Київщині;
- Грузська Лариса Петрівна — директор Житомирського обласного краєзнавчого музею;
- Коцур Віктор Петрович — ректор Переяслав-Хмельницького державного педагогічного університету імені Григорія Сковороди, член Президії правління НСКУ, доктор історичних наук, професор, академік НАПН України;
- Махінчук Микола Гаврилович — Заслужений журналіст України;
- Войцехівський Борис Михайлович — культуролог, радник-організатор комітету Національної премії України імені Тараса Шевченка, член правлінь Українського фонду культури та Громадського організаційного комітету «Великого проєкту» «Григорій Сковорода — 300».

### 2014 рік[2]
- Козій Ганна Іванівна — соратник М. І. Сікорського, співавтор наукової концепції та структурного плану Музею народної архітектури та побуту Середньої Наддніпрянщини в Переяславі-Хмельницькому;
- Завальнюк Олександр Михайлович — професор кафедри історії України Кам'янець-Подільського національного університету імені Івана Огієнка, доктор історичних наук, член президії правління НСКУ;
- Томенко Микола Володимирович — народний депутат України, засновник фонду Миколи Томенка «Рідна Країна», доктор політичних наук;
- Ткачук Ярослава Юріївна — директор Національного музею народного мистецтва Гуцульщини та Покуття імені Й. Кобринського;

### 2015 рік[3]
- Гич Михайло Миколайович — Заслужений юрист України, краєзнавець, меценат, автор і видавець історико-краєзнавчих праць, технічний директор ТОВ «ОТК Україна»;
- Колибенко Олександр Володимирович — дослідник археологічних пам'яток Переяславщини, кандидат історичних наук, старший науковий співробітник Інституту археології НАН України, професор ДВНЗ «Переяслав-Хмельницький ДПУ імені Григорія Сковороди», автор понад 150 наукових та науково-публіцистичних праць;
- Коцур Петро Михайлович (посмертно) — вчитель історії Сакунівської школи Недригайлівського р-ну Сумської обл., автор понад 530 краєзнавчих праць (з яких 6 книг), лауреат районної літературно-краєзнавчої премії імені Івана Чумаченка;
- Неліна Тетяна Вікторівна — член Правління НСКУ, директор Фастівського державного краєзнавчого музею, головний редактор науково-інформаційного бюлетеню «Прес-музей», Почесний краєзнавець України;
- Остапюк Олександр Дмитрович — член Президії правління Волинської обласної організації НСКУ, директор Любомльського районного комунального краєзнавчого музею Волинської області, волинський краєзнавець та музейник, автор понад 200 краєзнавчих праць, Почесний краєзнавець України;
- Юзвікова Олена Іванівна — головний хранитель відділу фондів (1976—1984 рр.) Переяслав-Хмельницького державного історико-культурного заповідника, Заслужений працівник культури Української РСР, Ветеран праці.

### 2016 рік[4]
- Хомич Петро Микитович — історик, краєзнавець, директор Маневицького краєзнавчого музею;
- Середюк Олександр Миколайович — історик, краєзнавець, публіцист, засновник і директор Рокинівського музею історії сільського господарства Волині;
- Угорчак Андріян-Юрій Михайлович — публіцист, громадський діяч, директор Музею «Освіта Прикарпаття» при Прикарпатському національному університеті ім. В.Стефаника;
- Вергунов Віктор Анатолійович — доктор сільськогосподарських наук, директор Національної наукової сільськогосподарської бібліотеки НААН;
- Андрусишин Богдан Іванович — історик, археограф, доктор історичних наук, директор Факультету права та політології НПУ ім. М. П. Драгоманова;
- Годліна Лариса Олексіївна — краєзнавець, спеціаліст у галузі етнографії та музеєзнавства України, Заслужений працівник культури України, багаторічний головний зберігач фондів НІЕЗ «Переяслав».

### 2017 рік[5]
- Пась Наталія Олександрівна — директор Камінь-Каширського народного краєзнавчого музею;
- Копійченко Лариса Арсентіївна — керівник науково-редакційної групи Житомирської обласної редколегії науково-документальної серії книг «Реабілітовані історією»;
- Мельник Віра Петрівна — автор експозицій Національного історико-етнографічного заповідника «Переяслав», Заслуженого працівника культури УРСР;
- Погорілець Олег Григорович — директор Державного історико-культурного заповідника «Меджибіж».

### 2018 рік[6]
- Гончар Петро Іванович — директор «Музею Івана Гончара», художник-монументаліст, живописець, музеєзнавець;
- Силюк Анатолій Михайлович — директор Волинського краєзнавчого музею, Заслужений працівник культури України;
- Скавронський Павло Степанович — директор Музею історії міста Бердичева, голова Житомирської обласної організації НСКУ;
- Бузян Галина Миколаївна — Заслужений працівник культури України, спеціаліст у галузі археології та музеєзнавства;
- Штиркало Ярослав Євгенович — директор Івано-Франківського краєзнавчого музею.

### 2019 рік[7]
- Висоцька Катерина Іванівна — директор Вінницького обласного краєзнавчого музею, голова правління ГО «Асоціація музеїв Вінниччини»;
- Нікітіна Валентина Василівна — перша завідувачка Меморіального музею Г. С. Сковороди НІЕЗ «Переяслав», авторка тематико-експозиційних планів та експозицій музею;
- Срайчук Юрій Васильович — директор Івано-Франківського історико-меморіального музею Олекси Довбуша.

### 2020 рік[8]
- Коломієць Олег Родіонович — краєзнавець, поет, перекладач з іспанської та болгарської мов, музейний та культурний діяч, член Українського товариства охорони пам'яток історії та культури, член Всеукраїнського товариства «Просвіта» ім. Т. Г. Шевченка, член Національної спілки письменників України, Почесний громадянин міста Переяслав-Хмельницький (2011 р.), автор краєзнавчих розвідок;
- Скрипник Ганна Аркадіївна — академік НАН України, директорка Інституту мистецтвознавства, фольклористики та етнології ім. М. Т. Рильського НАН України, авторка понад 300 наукових праць із проблем української етнографії та етнографічного музейництва, духовної культури українців, етнопсихології та етнонаціональних відносин, лауреатка Державної премії України в галузі науки і техніки.

### 2021 рік[9]
- Набок Людмила Миколаївна — історик, етнограф, музеєзнавець (м. Переяслав);
- Кукса Надія Василівна — завідувачка відділу «Суботівський історичний музей» Національного історико-культурного заповідника «Чигирин» (с. Суботів);
- Арсак Михайло Михайлович — директор музею історії м. Коломия, Заслужений працівник культури України, Почесний краєзнавець України (м. Коломия);
- Великочий Володимир Степанович — доктор історичних наук, декан факультету туризму ДВНЗ «Прикарпатський національний університет імені Василя Стефаника», Почесний краєзнавець України (м. Івано-Франківськ);
- Косило Михайло Юрійович — голова Івано-Франківської обласної організації НСКУ, директор Івано-Франківського обласного державного центру туризму та краєзнавства учнівської молоді, кандидат педагогічних наук, Почесний краєзнавець України (м. Івано-Франківськ).

### 2022 рік[10]
- Захарчук Ніна Олександрівна — історик, етнограф (м. Переяслав), у 1984—2011 рр. — завідувачка Музею класика єврейської літератури Шолома-Алейхема НІЕЗ «Переяслав»;
- Тетеря Дмитро Адольфович — історик, археолог (м. Переяслав), у 2005—2018 рр. — завідувач науково-дослідного відділу «Музей трипільської культури», у 2018—2022 рр. — завідувач науково-дослідного відділу археології НІЕЗ «Переяслав», з 10 березня 2022 р. по сьогодні — офіцер Збройних сил України.

### 2023 рік[11]
- Жам Михайло Іванович — музейний діяч, пам'яткоохоронець¸ краєзнавець (посмертно);
- Товкайло Микола Тихонович — історик, археолог (м. Переяслав);
- Ткач Віра Оксентіївнач — директорка комунального закладу «Краєзнавчий музей ім. Устима Кармелюка», краєзнавець.

### 2024 рік[12]
- Куций Степан Юхимович — скульптор;
- Цепенда Ігор Євгенович — вчений, дипломат[13].